# Gunnar Callbo
Gunnar Callbo est un ancien pilote de rallyes suédois.
Sa carrière en compétition automobile s'étala de 1952 à 1960, exclusivement sur Volvo PV, et dans des rallyes scandinaves.

## Palmarès
- Vainqueur du Rallye des 1000 lacs en 1959, sur PV 544, avec Väinö Nurmimaa pour copilote;
  - 1er de classe 1.8L. (moins de 2L.) au rallye de Suède en 1959, sur PV 544;
  - 2e de classe 1.8L. au rallye de Suède en 1960, sur PV 544;
  - 4e de classe 1.6L. au rallye de Suède en 1957, sur PV 444;
  - 6e de classe 1.6L. au rallye de Suède en 1954, sur PV 444;
  - 13e au classement général du rallye vicking en 1958, sur PV 444.